# تيم مارتن
تيم مارتن (بالإنجليزية: Tim Martin)‏ (12 أبريل 1967 سان خوسيه الولايات المتحدة - ) هو لاعب كرة قدم أمريكي يلعب كمدافع.